# 什蒂烏卡鄉
45°34′N 21°59′E / 45.567°N 21.983°E
什蒂烏卡鄉（羅馬尼亞語：Comuna Știuca, Timiș），是羅馬尼亞的鄉份，位於該國西部，由蒂米什縣負責管轄，面積101平方公里，海拔高度190米，2002年人口1,804，人口密度每平方公里18人。